# عملية التحرك الجنوبي
عملية التحرك الجنوبي (بالكرواتية: Operacija Južni potez) كانت آخر هجوم للجيش الكرواتي ومجلس الدفاع الكرواتي في حرب البوسنة والهرسك. وقعت في غرب البوسنة والهرسك في 8-11 أكتوبر 1995. كان هدفها مساعدة جيش جمهورية البوسنة والهرسك الذي تعرضت مواقعه حول بلدة كليوتش التي استولوا عليها خلال عملية سانا للخطر من قبل هجوم مضاد من قبل جيش جمهورية صرب البوسنة. تضمنت أهداف عملية التحرك الجنوبي الاستيلاء على بلدة مركونييتش غراد ومواقع على جبل مانجيتشا والتي من شأنها أن تسمح للجيش الكرواتي ومجلس الدفاع الكرواتي بتهديد بانيا لوكا أكبر مدينة يسيطر عليها صرب البوسنة والهرسك. أخيرا كان الهجوم يهدف أيضا إلى الاستيلاء على محطة بوتشاتش للطاقة الكهرومائية آخر مصدر مهم للكهرباء تحت سيطرة جيش جمهورية صرب البوسنة في غرب البوسنة والهرسك. كانت قوات الجيش الكرواتي ومجلس الدفاع الكرواتي مجتمعة تحت القيادة العامة اللواء أنته غوتوفينا من الجيش الكرواتي. 
حقق الهجوم أهدافه وساهم بشكل كبير إلى جانب عمليتي سانا وماسترال 2 في إجبار قيادة صرب البوسنة والهرسك على مفاوضات سلام جادة. كما ساهم الهجوم في تهجير 10000 لاجئ من صرب البوسنة والهرسك وأسفر عن مقتل ما لا يقل عن 181 صربيا بينما فقد مئات آخرون بعد العملية. دخل وقف إطلاق النار في جميع أنحاء البلاد حيز التنفيذ في 12 أكتوبر بعد يوم واحد من انتهاء الهجوم وسرعان ما أعقب ذلك مفاوضات أسفرت عن اتفاقية دايتون التي أنهت حرب البوسنة والهرسك.

## الخلفية
مع انسحاب جيش يوغوسلافيا الشعبي من كرواتيا بعد قبول خطة فانس وبدء تنفيذها تم نقل 55000 من الضباط والجنود المولودين في البوسنة والهرسك إلى جيش صرب البوسنة والهرسك الجديد والذي تم تغيير اسمه لاحقا إلى جيش جمهورية صرب البوسنة. أعادت إعادة التنظيم هذه إعلان جمهورية البوسنة والهرسك الصربية في 9 يناير 1992 قبل الاستفتاء على استقلال البوسنة والهرسك الذي جرى بين 29 فبراير و1 مارس 1992. ذريعة صرب البوسنة والهرسك لحرب البوسنة والهرسك. بدأ صرب البوسنة والهرسك في تحصين العاصمة سراييفو ومناطق أخرى في 1 مارس 1992. وفي اليوم التالي سُجلت أولى الوفيات في الحرب في سراييفو ودوبوي. في الأيام الأخيرة من شهر مارس قصفت قوات صرب البوسنة والهرسك بوسانسكي برود بالمدفعية مما أدى إلى عملية عبر الحدود من قبل اللواء 108 من الجيش الكرواتي. في 4 أبريل 1992 بدأت مدفعية جيش يوغوسلافيا الشعبي قصف سراييفو. كانت هناك أمثلة أخرى على دعم جيش يوغوسلافيا الشعبي بشكل مباشر لجيش جمهورية صرب البوسنة مثل أثناء الاستيلاء على زفورنيك في أوائل أبريل 1992 عندما قدم جيش يوغوسلافيا الشعبي دعما مدفعيا من صربيا وأطلق النار عبر نهر درينا. في الوقت نفسه حاول جيش يوغوسلافيا الشعبي نزع فتيل الموقف وترتيب المفاوضات في مكان آخر من البلاد.
واجه جيش يوغوسلافيا الشعبي وجيش جمهورية صرب البوسنة في البوسنة والهرسك جيش جمهورية البوسنة والهرسك ومجلس الدفاع الكرواتي وتقديم التقارير إلى الحكومة المركزية التي يهيمن عليها البوشناق وكروات البوسنة والهرسك على التوالي وكذلك الجيش الكرواتي والذي يدعم في بعض الأحيان عمليات مجلس الدفاع الكرواتي. في أواخر أبريل 1992 كان جيش جمهورية صرب البوسنة قادرا على نشر 200000 جندي ومئات الدبابات وناقلات الجند المدرعة وقطع المدفعية. يمكن لمجلس الدفاع الكرواتي وقوات الدفاع الكرواتية إرسال ما يقرب من 25000 جندي وحفنة من الأسلحة الثقيلة في حين أن جيش جمهورية البوسنة والهرسك لم يكن مستعدا إلى حد كبير بما يقرب من 100000 جندي وأسلحة صغيرة لأقل من نصف عددهم وتقريبا لا أسلحة ثقيلة. تم إعاقة تسليح القوات المختلفة من قبل الأمم المتحدة عبر حظر توريد الأسلحة الذي تم فرضه في سبتمبر 1991. بحلول منتصف مايو 1992 عندما انسحبت وحدات جيش يوغوسلافيا الشعبي التي لم يتم نقلها إلى جيش جمهورية صرب البوسنة من البوسنة والهرسك إلى جمهورية يوغوسلافيا الاتحادية المعلن عنها حديثا سيطر جيش جمهورية صرب البوسنة على ما يقرب من 60 في المائة من البوسنة والهرسك. امتد نطاق سيطرة جيش جمهورية صرب البوسنة إلى حوالي 70 في المائة من البلاد بحلول نهاية عام 1992.

## المقدمة
بحلول عام 1995 تطور جيش جمهورية البوسنة والهرسك ومجلس الدفاع الكرواتي إلى قوات منظمة بشكل أفضل تستخدم أعدادا كبيرة نسبيا من قطع المدفعية والتحصينات الدفاعية الجيدة. لم يكن جيش جمهورية صرب البوسنة قادرا على اختراق دفاعاته حتى عندما استخدمت قواته تكتيكات عسكرية سليمة على سبيل المثال في معركة أوراشي في مايو ويونيو 1995. بعد استعادة الجزء الأكبر من جمهورية كرايينا الصربية (المناطق التي يسيطر عليها صرب كرواتيا في كرواتيا) في عملية العاصفة في أغسطس 1995 حول الجيش الكرواتي تركيزه إلى غرب البوسنة والهرسك. كان الدافع وراء هذا التحول هو الرغبة في إنشاء منطقة أمنية على طول الحدود الكرواتية وترسيخ كرواتيا كقوة إقليمية وكسب مزايا مع الغرب من خلال فرض إنهاء حرب البوسنة والهرسك. رحبت حكومة البوسنة والهرسك بالخطوة لأنها ساهمت في تحقيق هدفهم في السيطرة على غرب البوسنة والهرسك ومدينة بانيا لوكا أكبر مدينة في الأراضي التي يسيطر عليها صرب البوسنة والهرسك.
في الأيام الأخيرة من أغسطس 1995 أطلق الناتو عملية القوة المتعمدة وهي حملة جوية استهدفت جيش جمهورية صرب البوسنة. تم إطلاق هذه الحملة ردا على مذبحة ماركالي الثانية في 28 أغسطس والتي جاءت في أعقاب مذبحة سربرنيتسا. بدأت الضربات الجوية في 30 أغسطس واستهدفت في البداية الدفاعات الجوية لجيش جمهورية صرب البوسنة وضربت أهدافا بالقرب من سراييفو. تم تعليق الحملة لفترة وجيزة في 1 سبتمبر وتم توسيع نطاقها لاستهداف المدفعية ومرافق التخزين في جميع أنحاء المدينة. استؤنف القصف في 5 سبتمبر وامتد نطاقه ليشمل الدفاعات الجوية لجيش جمهورية صرب البوسنة بالقرب من بانيا لوكا بحلول 9 سبتمبر حيث كاد حلف الناتو أن يستنفد قائمة أهدافه بالقرب من سراييفو. في 13 سبتمبر وافق صرب البوسنة والهرسك على طلب الناتو بإنشاء منطقة حظر حول سراييفو وتوقفت الحملة.
بعد الهدوء النسبي للقتال في غرب البوسنة والهرسك جدد الجيش الكرواتي ومجلس الدفاع الكرواتي وجيش جمهورية البوسنة والهرسك هجومهم المشترك ضد جيش جمهورية صرب البوسنة في المنطقة. أطلق الجيش الكرواتي ومجلس الدفاع الكرواتي عملية ميسترال 2 في 8 سبتمبر بهدف الاستيلاء على مدن يايتسي وشيبوفو ودرفار. تقدم الفيلق السابع لجيش جمهورية البوسنة والهرسك على الجانب الأيمن من الجيش الكرواتي ومجلس الدفاع الكرواتي باتجاه دوني فاكوف. مع اقتراب عملية ميسترال 2 من أهدافها أطلق الفيلق الخامس لجيش جمهورية البوسنة والهرسك عملية سانا في منطقة بيهاتش بهدف دفع جيش جمهورية صرب البوسنة إلى نهر سانا إلى الشرق. حقق جيش جمهورية البوسنة والهرسك مكاسب إقليمية كبيرة حيث تقدم 70 كيلومترا (43 ميلا) للاستيلاء على بلدة كلوجو واقترب من سانسكي موست ونوفي غراد بحلول 18-19 سبتمبر قبل أن يتوقف عن طريق تعزيزات كبيرة لجيش جمهورية صرب البوسنة. شن هجوم مضاد لجيش جمهورية صرب البوسنة في ليلة 23/24 سبتمبر من نوفي غراد وسانسكي موست وميركونييتش غراد دفع الفيلق الخامس إلى الوراء تدريجيا نحو بوسانسكا كروبا وكلجوي على الرغم من الوصول التدريجي للتعزيزات التي أرسلتها الفيلق السابع من جيش جمهورية البوسنة والهرسك. اقترب جيش جمهورية صرب البوسنة على مسافة 1000 متر (3300 قدم) من كلجوي بحلول 6 أكتوبر وكانت سيطرة جيش جمهورية البوسنة والهرسك على المدينة تحت التهديد. ردا على ذلك طلب جيش جمهورية البوسنة والهرسك المساعدة من الجيش الكرواتي ومجلس الدفاع الكرواتي.

## ترتيب المعركة
تتألف قوات الجيش الكرواتي ومجلس الدفاع الكرواتي المخصصة للهجوم من 11000-12000 جندي منظمين في مجموعتين تحت القيادة العامة للواء الجيش الكرواتي اللواء أنتي جوتوفينا. تألفت المجموعة الأساسية من الحرس الرابع وألوية الحرس السابع ولواء الحرس الكرواتي الأول من الجيش الكرواتي بينما كانت المجموعة الثانية بقيادة ألوية الحرس الأول والثاني والثالث التابعة لمجلس الدفاع الكرواتي وشمل فوج الحرس الوطني 126 من الجيش الكرواتي.
كانت وحدات جيش جمهورية صرب البوسنة التي تواجه القوة المشتركة للجيش الكرواتي ومجلس الدفاع الكرواتي عناصر من مجموعة العمليات 2 والفرقة 30 تحت قيادة العقيد ميلينكو لازيتش. تم نشرهم حول مركوني غراد وتألفوا من ألوية المشاة الخفيفة السابعة الآلية والثالثة الصربية والحادية عشر. تم تكليف الألوية الثلاثة التي يبلغ تعدادها حوالي 5500 جندي بتغطية الجزء الخلفي من جيش جمهورية صرب البوسنة للهجوم المضاد لقوة جيش جمهورية البوسنة والهرسك في كلوجو.
| المجموعة | الوحدة                                                                                | الملاحظات                  |
| -------- | ------------------------------------------------------------------------------------- | -------------------------- |
| الأساسي  | لواء الحرس الوطني الرابع                                                              | وحدات الجيش الكرواتي       |
| الأساسي  | لواء الحرس الوطني السابع                                                              | وحدات الجيش الكرواتي       |
| الأساسي  | لواء الحرس الوطني الكرواتي الأول                                                      | وحدات الجيش الكرواتي       |
| الثانوي  | لواء الحرس الوطني الأول                                                               | وحدات مجلس الدفاع الكرواتي |
| الثانوي  | لواء الحرس الوطني الثاني                                                              | وحدات مجلس الدفاع الكرواتي |
| الثانوي  | لواء الحرس الوطني الثالث                                                              | وحدات مجلس الدفاع الكرواتي |
| الثانوي  | كتيبة الحرس الوطني المحمولة جوا 60                                                    | وحدات مجلس الدفاع الكرواتي |
| الثانوي  | مفرزة التخريب 22                                                                      | وحدات مجلس الدفاع الكرواتي |
| الثانوي  | الشرطة الخاصة التابعة لوزارة الداخلية في الجمهورية الكرواتية في البوسنة والهرسك       | وحدات مجلس الدفاع الكرواتي |
| الثانوي  | فوج الحرس الوطني 126                                                                  | وحدات الجيش الكرواتي       |
| الثانوي  | سرية الاستطلاع التخريبية التابعة لهيئة الأركان العامة للقوات المسلحة لجمهورية كرواتيا | وحدات الجيش الكرواتي       |

| المنطقة        | الوحدة                               | الملاحظات               |
| -------------- | ------------------------------------ | ----------------------- |
| مركونييتش غراد | لواء كوبريس-شيبوفو الميكانيكي السابع | جنوب شرق مركونييتش غراد |
| مركونييتش غراد | اللواء الصربي الثالث                 | جنوب غرب مركونييتش غراد |
| مركونييتش غراد | لواء مشاة مركونييتش الخفيف 11        | غرب مركونييتش غراد      |

## التسلسل الزمني

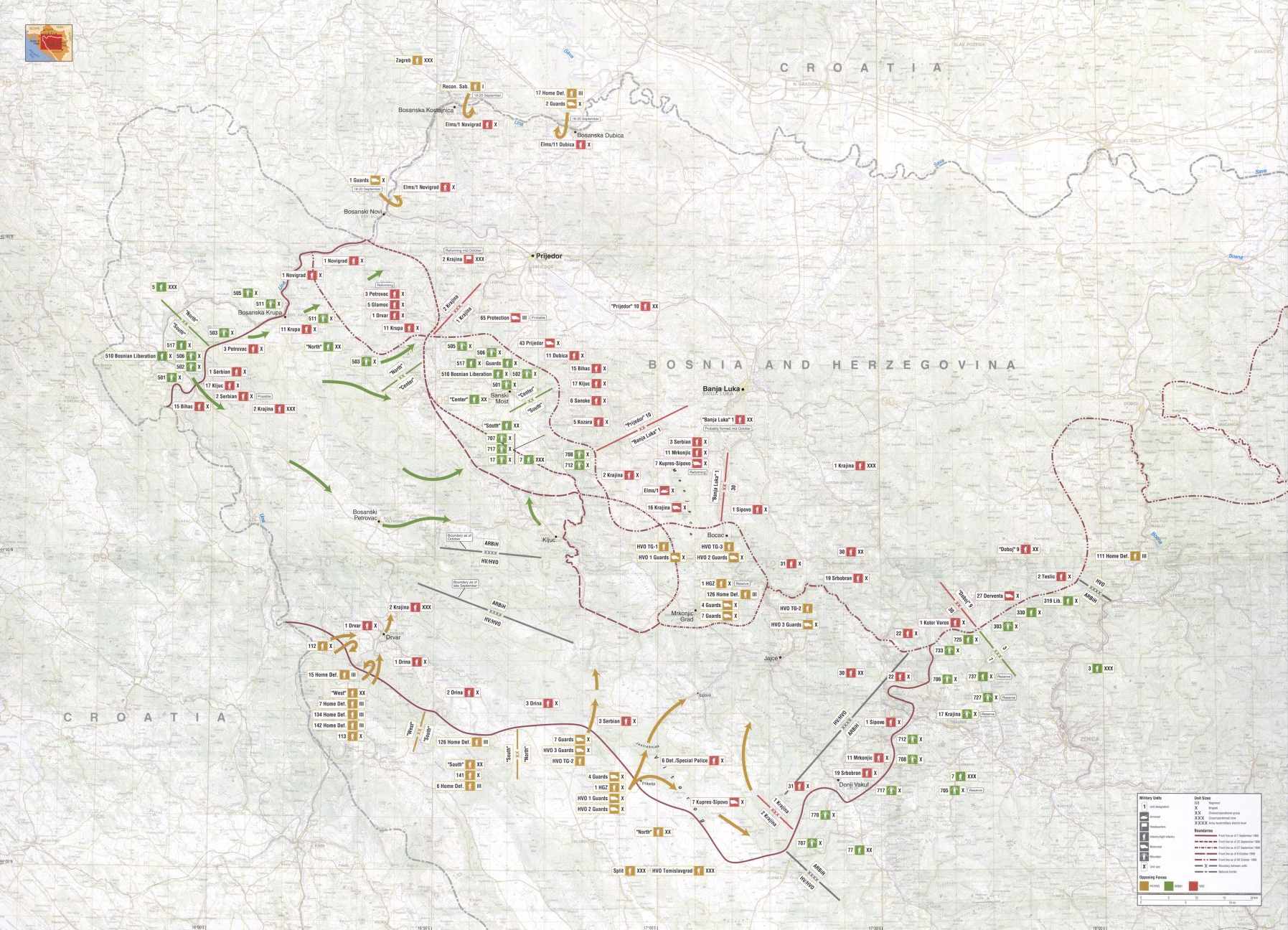
خريطة المعارك في غرب البوسنة والهرسك في الفترة من سبتمبر إلى أكتوبر 1995 وتم تصوير عملية التحرك الجنوبي في وسط الخريطة.

كان من المقرر تنفيذ عملية التحرك الجنوبي على مرحلتين. تضمنت المرحلة الأولى الاستيلاء على مركونييتش غراد ووادي بودراشنيكا المحيط. في المرحلة الثانية من العملية ستستولي القوة على آخر مصدر مهم للكهرباء في الجزء الذي يسيطر عليه جيش جمهورية صرب البوسنة في غرب البوسنة والهرسك محطة بوتشاتش للطاقة الكهرومائية. كان من المقرر أن تستغرق العملية بأكملها أربعة أيام مباشرة قبل وقف إطلاق النار في جميع أنحاء البلاد والمقرر أن يدخل حيز التنفيذ في صباح يوم 12 أكتوبر 1995. وفقا للعميد أنتي كوترومانوفيتش قائد فوج الحرس الوطني رقم 126 آنذاك تمت الموافقة على الهجوم من قبل الولايات المتحدة وهاجمت الطائرات الحربية الأمريكية مواقع جيش جمهورية صرب البوسنة بالقرب من بانيا لوكا استعدادا للهجوم.

### المرحلة الأولى: 8-9 أكتوبر
بدأ الهجوم في 8 أكتوبر بهجوم شنه فوج الحرس الوطني 126 من الجيش الكرواتي ولواء الحرس الأول من مجلس الدفاع الكرواتي من خط البداية من 15 إلى 20 كيلومترا (9.3 إلى 12.4 ميلا) غرب مركوني غراد ضد المواقع التي يحتلها لواء مشاة الضوء الحادي عشر. كان القصد من هذا الجهد هو تحويل الهدف إلى تضليل دفاعات جيش جمهورية صرب البوسنة فيما يتعلق بالمحور الرئيسي للهجوم. وقد أعاقها سوء الأحوال الجوية مما حال دون الاستخدام الفعال لنيران المدفعية.
بدأت القوة الرئيسية للجيش الكرواتي الملتزمة بالهجوم والتي تتألف من الحرس الرابع وألوية الحرس السابع تقدمها في 9 أكتوبر. أجبر الطقس السيئ والضباب الكثيف الجيش الكرواتي على تأجيل الهجوم من 6:00 حتى 8:50. كان التقدم مدعوما بدعم قوي من نيران المدفعية واثنان من طراز ميل مي-24 من القوات الجوية الكرواتية. كافح لواء الحرس السابع من الجيش الكرواتي للتقدم ضد مواقع جيش جمهورية صرب البوسنة جنوب شرق ميركونييتش غراد حول قرى ليسكوفيتشا وبجيلاجي وشهوفتشي التي يديرها اللواء السابع الميكانيكي. واجه لواء الحرس الرابع الدفاعات جنوب غرب المدينة التي يديرها اللواء الصربي الثالث. بحلول نهاية اليوم تقدم الجيش الكرواتي بحوالي 5 كيلومترات (3.1 ميل) وتطوق جزئيا مركوني غراد. وأصيبت البلدة نفسها بنحو 200 قذيفة مدفعية أطلقها الجيش الكرواتي ومجلس الدفاع الكرواتي.

### المرحلة الثانية: 10-11 أكتوبر
في 10 أكتوبر اخترق لواء الحرس الرابع مواقع اللواء الآلي السابع وتطويقها مما أجبر جيش جمهورية صرب البوسنة على الانسحاب من مركوني غراد. ووضعت هذه الخطوة أيضا وادي بودراشنيتسا وتقاطع شاتافيتشا تحت سيطرة الجيش الكرواتي واستكملت أهداف المرحلة الأولى من العملية. تم نشر لواء الحرس الثاني من مجلس الدفاع الكرواتي على الجانب الأيمن من لواء الحرس السابع وتقدمت الوحدتان شمالا باتجاه بوتشاتش. في نفس الوقت تقدم لواء الحرس الرابع إلى جبل مانجاة.
تم استبدال وحدات الجيش الكرواتي بعناصر مجلس الدفاع الكرواتي في 11 أكتوبر. استحوذ لواء الحرس الأول والحرس الثاني من مجلس الدفاع الكرواتي على التقدم نحو الشمال من ألوية الحرس الرابع للجيش الكرواتي ولواء الحرس السابع بينما قام لواء الحرس الثالث لمجلس الدفاع الكرواتي بإعفاء فوج الحرس الوطني 126. كان دفاع جيش جمهورية صرب البوسنة غير منظم وتم دفعهم تدريجيا شمالا مع الحفاظ على دعم نيران المدفعية الفعال لقواتهم المنسحبة. بحلول نهاية اليوم استولى مجلس الدفاع الكرواتي على محطة بوتشاتش للطاقة الكهرومائية. تم تحقيق الهدف النهائي عندما وصلت القوة إلى خط 25 كيلومترا (16 ميلا) جنوب بانيا لوكا. وبحسب ما ورد جاء التقدم على بعد 14 كيلومترا (9 أميال) من بانيا لوكا التي انقطع إمدادها بالطاقة الكهربائية وحيث تم فرض حظر تجول استجابة للوضع المتدهور. وانتهت عملية التحرك الجنوبي في ليلة 11/12 أكتوبر.

## فيما بعد

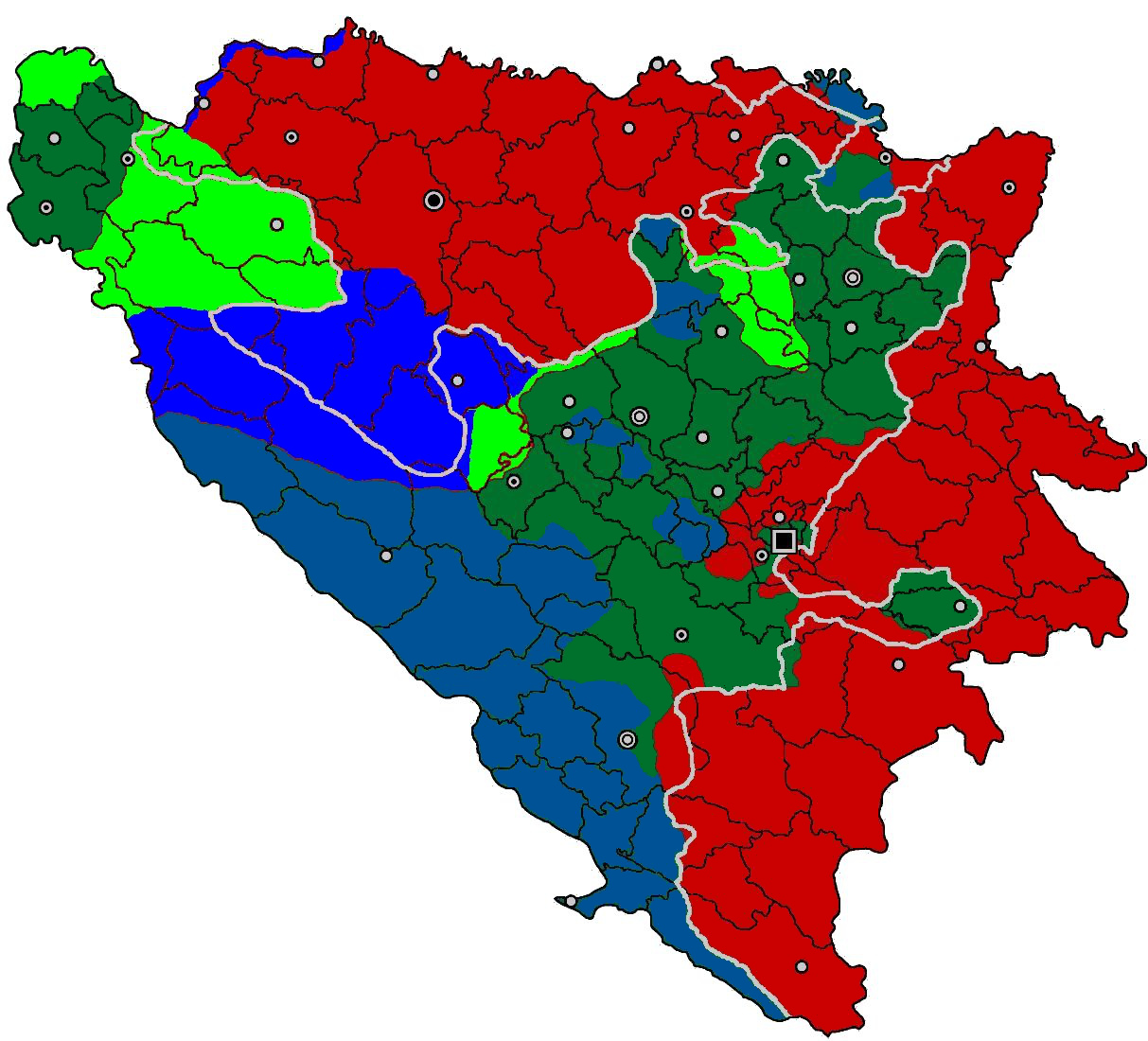
المناطق التي تم الاستيلاء عليها في سبتمبر - أكتوبر 1995
, and

استولى الهجوم على منطقة عرض 40 كيلومترا (25 ميلا) وعمق 20 كيلومترا (12 ميلا). كما أوضحت هزيمة جيش جمهورية صرب البوسنة لقيادة صرب البوسنة والهرسك أنه يتعين عليهم الالتزام بإنهاء الحرب من خلال المفاوضات أو المخاطرة بالاستيلاء على بانيا لوكا. بالإضافة إلى ذلك أثبت الهجوم أنه حاسم في وقف الهجوم المضاد لجيش جمهورية صرب البوسنة ضد جيش جمهورية البوسنة والهرسك بالقرب من كلويتش وبوسانسكا كروبا والسماح لجيش جمهورية البوسنة والهرسك بتقدم ناجح ضد فريق فيلق كرايينا الأول من جيش جمهورية صرب البوسنة الذي يدافع عن سانسكي موست. أخيرا أوصلت نتيجة المعركة جيش جمهورية صرب البوسنة إلى موقع حيث اضطرت للاختيار بين الدفاع عن برييدور أو بانيا لوكا أو طريق دوبوي - برتشكو. كان هذا الطريق حيويا لإعادة إمداد كل من بانيا لوكا ودوبوي منذ أن أمنها جيش جمهورية صرب البوسنة في عملية الممر 92 قبل ثلاث سنوات. وفقا لتحليل وكالة المخابرات المركزية فإن الهجمات البرية التي شنتها طائرات الجيش الكرواتي ومجلس الدفاع الكرواتي وجيش جمهورية البوسنة والهرسك في غرب البوسنة والهرسك بما في ذلك عملية التحرك الجنوبي كانت مساهما أكثر أهمية في جلب صرب البوسنة والهرسك إلى طاولة المفاوضات من الضربات الجوية لحلف شمال الأطلسي. دخل وقف إطلاق النار في جميع أنحاء البلاد حيز التنفيذ في 12 أكتوبر تلته مفاوضات أسفرت عن اتفاقية دايتون في 21 نوفمبر وأنهت حرب البوسنة والهرسك.
أدى الهجوم إلى نزوح 10000 لاجئ صربي من مركوني غراد مما زاد من الأزمة الإنسانية المتزايدة حيث فر 30 ألف صربي آخرين من سانسكي موست قبل أن يسيطر عليها جيش البوسنة والهرسك في الأيام الأخيرة من عملية سانا. أجبر ما يقرب من 6000 من غير الصرب على الفرار من ديارهم في برييدور ونوفي غراد من قبل قوات صرب البوسنة والهرسك. وبحسب مصادر من صرب البوسنة والهرسك قُتل أو فُقد 480 صربيا في القتال في منطقة مركونييتش غراد. يشمل الرقم 181 جثة تم انتشالها في مقبرة جماعية في مقبرة الصرب الأرثوذكس بالبلدة. ووفقا لشرطة جمهورية صرب البوسنة التي حققت في مكان الحادث واستجوبت شهودا فإن معظم القتلى كانوا من أسرى حرب جيش جمهورية صرب البوسنة أو مدنيين قتلوا على يد لواء الحرس الرابع للانتقام لمقتل نائب قائد اللواء أندريا ماتياش. وأحيلت نتائج التحقيق إلى المحكمة الجنائية الدولية ليوغوسلافيا السابقة لكن المحكمة الجنائية الدولية ليوغوسلافيا السابقة لم تتابع الأمر. اعتبارا من ديسمبر 2013 كان التحقيق الذي تجريه سلطات البوسنة والهرسك جاريا ضد 27 ضابطا رفيع المستوى من ضباط الجيش الكرواتي ومجلس الدفاع الكرواتي ومسؤولين كرواتيين. في عام 2013 تمت تبرئة ضابط واثنين من جنود لواء الحرس السابع المتهمين بقتل أربعة مدنيين صرب بالقرب من مركوني غراد بانتظار الاستئناف.